# Sabrina Viguier
Sabrina Marie-Christine Viguier (Rodez, 4 gennaio 1981) è un'allenatrice di calcio ed ex calciatrice francese, di ruolo difensore, dall'estate 2018 responsabile tecnico del Rodez.
Nel corso della sua lunga carriera ha giocato sia nel campionato francese, vincendo complessivamente sei titoli di Campione di Francia con due diverse squadre, il Tolosa e l'Olympique Lione e cinque Coppe di Francia con tre diverse squadre, con le prime due alle quali si aggiunge il Montpellier, finendo la sua carriera nel campionato svedese. A livello internazionale ha conquistato, sempre con l'Olympique Lione, due UEFA Women's Champions League e una Coppa del mondo per club.
Ha inoltre vestito la maglia della nazionale francese raggiungendo, tra il 2000 e il 2012, 93 presenze e giocando tre Campionati europei, con migliore prestazione i quarti di finale all'edizione di Finlandia 2009, due Mondiali, conquistando il quarto posto a Germania 2011, e un'Olimpiade, nel torneo di calcio femminile di Londra 2012 dove la Francia è giunta al quarto posto.

## Palmarès

### Club

#### Competizioni nazionali
- Campionato francese: 6

Tolosa: 2000-2001, 2001-2002
Olympique Lione: 2010-2011, 2011-2012, 2012-2013, 2013-2014
- Coppa di Francia: 5

Tolosa: 2001-2002
Montpellier: 2008-2009
Olympique Lione: 2011-2012, 2012-2013, 2013-2014

#### Competizioni internazionali
- UEFA Women's Champions League: 2

Olympique Lione: 2010-2011, 2011-2012
- Coppa del mondo per club: 1

Olympique Lione: 2012